# Maurice Couve de Murville
Maurice Couve de Murville (Reims, 24 de enero de 1907-París, 24 de diciembre de 1999) fue un político protestante francés, partidario de Charles de Gaulle, bajo cuya presidencia se desempeñó como ministro de Asuntos Exteriores (1958-1968), ministro de Hacienda (1968) y primer ministro (1968-1969).

## Biografía
Maurice Couve de Murville se convirtió, después de sus estudios, en Inspector de Finanzas al servicio del régimen de Vichy, desde el cual se unió a las filas de la Francia Libre en 1943. Cercano, al principio, el general Giraud, se unió a la causa del general De Gaulle, antes de embarcarse en una prestigiosa carrera diplomática, incluidos los Estados Unidos y la República Federal de Alemania .
Su lealtad a De Gaulle le valió el nombramiento de ministro de Asuntos Exteriores cuando regresó al poder en 1958. Llevó a cabo esta posición después de la introducción de la V República , que es el primer canciller, cargo que ocupó durante diez años, lo cual es un récord para un anfitrión del Quai d'Orsay. Dependiendo, en esta posición regia, implementar la política exterior de obediencia gaullista .
Después de los acontecimientos de mayo de 1968, se convirtió brevemente en ministro de Economía y Finanzas, antes de ser nombrado, varias semanas después, primer ministro. La renuncia del general De Gaulle, tras la victoria de los adversarios del gaullismo en el referéndum del 27 de abril, 1969 , precipitó el final de su gobierno, uno de los más efímeros de la V República. En la sesión del Consejo de Ministros del 30 de junio de 1965 mostró su desagrado ante el plan de autofinanciación de la pretendida PAC (Política de Agraria Común). Murville cerró la sesión y anunció que no retornaría a la mesa, produciéndose la "crisis de la silla vacía".
| Predecesor: André Diethelm   | Comisionado de Finanzas de la Francia Libre 1943 | Sucesor: Pierre Mendès-France   |
| Predecesor: René Pleven      | Ministro de Asuntos Exteriores 1958-1968         | Sucesor: Michel Debré           |
| Predecesor: Michel Debré     | Ministro de Economía y Finanzas 1968             | Sucesor: François-Xavier Ortoli |
| Predecesor: Georges Pompidou | Primer ministro de Francia 1968-1969             | Sucesor: Jacques Chaban-Delmas  |

- Datos: Q312034
- Multimedia: Maurice Couve de Murville / Q312034